# ラファ検問所
ラファ検問所（ラファけんもんじょ、アラビア語: معبر رفح, Maʿbar Rafaḥ, マアバル・ラファフ、地元名: لمعبر رفح البري、ラファフの土地の横断の意）は、エジプトとパレスチナ自治区の飛び地であるガザ地区ラファフの境にある検問所。ガザ地区で唯一、イスラエルの実効支配地に面していない国境検問所である。原語のアラビア語での発音はラファフでありラファと発音されることはないが、日本のメディアでは「ラファ検問所」と表記されることが多い。ラファは語末のḥを黙字扱いした英語風の発音である。

## 概要
ラファ検問所の場所は、1979年にエジプト・イスラエル平和条約で確定した国境線上にある。
パレスチナとエジプトは同じアラブ人同士の国家ではあるが、国境のシナイ半島自体がイスラム系過激派の活動も盛んな地域であり、2012年6月5日には覆面をした武装集団が検問所を襲撃し、エジプト軍兵士15人が死亡する事件も発生した経緯もあることから、検問所の運用は厳格に行われている。2023年の戦争（後述）直前にはガザ地区の住民の移動は1日あたり400人、エジプトからガザ地区に向かう商品などの物資は検問所の通過を認めず、一度エジプトからイスラエルを経由して他の検問所を利用することとされていた。

## 2023年パレスチナ・イスラエル戦争の影響
様相が一転したのは、2023年10月7日に発生した、パレスチナ・イスラエル戦争以降である。検問所がイスラエルの爆撃により破壊されたことで事実上封鎖状態となり、大量の難民流入を恐れたエジプト政府が、ガザ地区の住民は自分たちの土地にとどまるべきとして再開に難色を示したため、アメリカとイスラエルはエジプトに対してパスポートを持つアメリカ国民とガザ地区の住民が検問所を通過できるように働きかけた。エジプト政府は空爆で破壊された検問所を修復するなど再開に向けた準備を進める一方、ジョー・バイデン米大統領が10月18日にイスラエルを訪問し、ベンヤミン・ネタニヤフ首相とガザ地区への人道支援を再開させることで一致したことを受け、10月21日より検問所が再開され、人道支援物資を積んだトラックが戦争開始以来はじめてエジプト側からガザ地区に入った。11月1日からはパスポートを持つ外国人やパレスチナ人の通過が認められるようになった。通過した外国人の中には複数の日本人も含まれていた。その後、イスラエルによるラファ侵攻が現実味を帯びる中、2024年5月7日にはイスラエル軍が検問所が掌握し、エジプトとの境界に戦車を置き、同国国旗を掲げたほか、ハマースによれば人と支援物資の通行を完全に止めた。SNSには「ラファ検問所に突撃する」動画がイスラエル兵によって投稿された。5月27日イスラエルメディアは付近でイスラエル軍とエジプト軍の間での銃撃戦があり、エジプト軍兵士1名が死亡したと報道した。

### 米国民間保安会社による検問所管理計画
パレスチナ・イスラエル戦争さなかの2024年5月7日、イスラエル軍は、ラファ検問所のガザ地区側を支配下に置いたと発表したが、それに先立ち、イスラエル、エジプト、及びアメリカ合衆国の3国で、戦闘終了後は、米国の民間保安会社が、同検問所の業務を請け負う計画が合意されていたことがハアレツ紙によって報じられた。しかし、ホワイトハウスは、そのような合意は心得ていないと述べた。
ガザ地区側の同検問所を管理していたのはハマースの政治部門で、イスラエルはラファ検問所をハマースの権力の象徴と見ており、その評判を傷つけることを目標としていた。また、イスラエルは同検問所を支配することによって、ハマースが、トラックや物資の通行税を徴収できなくなり、かつ武器の密輸も困難になると、ハマースにとって大幅な後退となるとみているとも報じられた。
米国陸軍特殊部隊経験者を雇っている米国民間会社の管理下に置かれた後は、イスラエルと米国が必要に応じてその民間会社をサポートし、ハマースなどの武装勢力が戦闘後に再度勢力を増すことを防ぐとしている。

### 欧州連合による管理支援計画
2024年5月27日、欧州連合 (EU)の外相にあたるジョセップ・ボレル外交安全保障上級代表は、ガザ・ラファＥＵ国境管理支援 (EU BAM Rafah) がラファ検問所での国境管理支援を再開することで原則合意したと述べた。EU BAMは、2005年11月25日からラファ検問所にてオブザーバーとして観察と支援をしていた実績があるが、抵抗組織ハマースがガザ地区を完全に制圧した2007年以降は活動を停止していた。再開には全ての側からの合意が必要になるとしているが、要員の安全確保の観点からも、ラファでの軍事作戦が停止されない限り、再開される可能性は低いと外交筋は見ている。

### 2025年1月の停戦合意
2025年1月、イスラエルとハマースの間で停戦が合意。合意内容には、ラファ検問所において1日あたりトラック600台の通過許可が含まれた。同年1月19日、エジプト側から物資を積載したトラックの検問所通過が始まった。

## 国際司法裁判所の仮保全措置命令
2023年12月29日に南アフリカがイスラエルをジェノサイド条約違反の疑いで国際司法裁判所へ提訴していたが(ガザ地区におけるジェノサイド条約適用事件)、南アフリカの仮保全措置の要請に対して、イスラエル国防軍が2024年5月7日に把握して以来閉鎖され、人道援助物資の搬入が滞っていたラファ検問所を開放するよう、同年5月24日に同法廷は命令を発した。